# Hoornsekopbrug
De Hoornsekopbrug (brug 2102) is een brug in Amsterdam-Noord.
De brug vormt net als de Oude Tramwegbrug voor fietsers de verbinding tussen de Buikslotermeerdijk en de Termietergouw bij buurtschap 't Nopeind. Ze overspant een ringvaart en geeft toegang tot de Kleine Blauwe Polder. 
De brug ging naamloos door het leven totdat de gemeente Amsterdam haar op 9 november 2018 de naam Hoornsekopbrug gaf. De Hoorn is een zeer oude aanduiding voor het gebied ten zuidoosten van Hoorn dat zicht uitstrekte tot aan Zaandam en Nieuwendam. Het dorpje Holysloot hoorde daar bijvoorbeeld ook bij.
De brug wordt gedragen door betonnen brugpijlers met betonnen jukken. Zij dragen houten of stalen balken. Het rijdek bestaat uit houten planken waarop een antisliplaag. De witgeschilderde leuningen zijn van hout, de leuningen zijn door middel van bouten aan de overspanning bevestigd. In het midden van de brug is een wegversmalling aangelegd.
2100 · 2102 · 2103 · 2105 · 2106 · 2107 · 2108 · 2109 · 2110 · 2111 · 2112 · 2113 · 2114 · 2115 · 2120 · 2121 · 2125 · 2127 · 2128 · 2129 · 2130 · 2131 · 2132 · 2133 · 2134 · 2135 · 2136 · 2137 · 2138 · 2139 · 2140 · 2141 · 2142 · 2143 · 2144 · 2145 · 2146 · 2147 · 2148 · 2149 · 2150 · 2151 · 2152 · 2153 · 2154 · 2155 · 2156 · 2157 · 2158 · 2159 · 2160 · 2161 · 2162 · 2163 · 2164 · 2165 · 2166 · 2167 · 2168 · 2169 · 2170 · 2171 · 2172 · 2173 · 2174 · 2175 · 2176 · 2178 · 2179 · 2180 · 2181 · 2182 · 2183 · 2184 · 2185 · 2186 · 2188 · 2189 · 2190 · 2191 · 2192 · 2193 · 2194 · 2195 · 2196 · 2197 · 2198 · 2199
Overige brugnummers zijn niet (meer) vergeven, behalve brug 2177, een verdwenen brug in Park Frankendael.